# گاهنبار
گاهنبار یا گاهان‌بار یا گاهبار یا گَهَنبار (به پارسی میانه: گاسانبار) در باورهای مزدیسنی شش «گاه» است، که اهوره‌مزدا جهان را در آن‌ها آفرید. نخستِ هر گاهی نامی دارد و در یکمٍ هر گاهی جشنی سازند. بدین ترتیب نام شش جشن در شش گاه از سال نیز است، که از با شکوه‌ترین جشن‌های مردمی زرتشتیان اند. این شش گاه در فروردین‌یشت، بند ۸۶، به ترتیب چنین است: گاه آفرینش آسمان، گاه آفرینش آب، گاه آفرینش زمین، گاه آفرینش گیاهان، گاه آفرینش جانوران و گاه آفرینش مردم.
زرتشتیان در این جشن‌ها به ستایش اهورامزدا و سپاسگزاری از او برای داده‌ها و آفریده‌های نیک اش می‌پردازند. موبد آفرینگان گاهنبار می‌خواند و بر توانگر و ناتوان، دارا و ندار بایسته‌است که در این آیین شرکت کنند. هدف این، بار دادن یعنی بخشش و دهش و ایجاد همبستگی و همازوری و باخبر شدن زرتشتیان از حال یکدیگر در جامعه است. خویشکاری هر زرتشتی این است، که بخشی از درآمد ش را به داد و دهش و یاری به بینوایان کند. بنا بر این باور بسیاری از نیکوکاران زرتشتی پیش از درگذشت همه یا بخشی از دارایی شان را مانند زمین و باغ و آب و خانه و … وقف مراسم گاهنبار و دهش و یاری به دیگران می‌کنند. شش چهره گاهنبار، گاه دادودهش است.
هریک از جشن‌های شش‌گانهٔ گاهنبارها پنج روز می‌دیرد و بازپسین روز هر گاهنبار مهم‌ترین روز جشن نوروز است. این آیین با رای شورای عالی سیاست‌گذاری ثبت میراث معنوی در سیاههٔ آیین‌های ملی ایران ثبت شده‌است.

## در اوستا
در کتاب زند از زرتشت آمده‌است که اهورامزدا جهان را در شش «گاه» آفرید. در یسنا آمده‌است:
- Maidh-yo-zarem: (میدیوزَرِیم) – نخستین گاهنبار روز پانزدهم اردیبهشت‌ماه، چهل‌وپنجمین روز از آغاز سال که در آن «آسمان» آفریده شد.ترجمه این گهنبار ، نیمه سرسبزی یا نیمه بهار است
- Maidh-yo-shema: (میدیوشـِیم) – روز پانزدهم تیرماه، صدوپنج‌مین روز سال که در این روز «آب» آفریده شد.ترجمه این گهنبار ، هنگام برداشت نیمی از دانه ها و میوه هاست .
- Paiti-shahem: (پَـیته‌شَـهیم) – روز سی‌ام شهریورماه صدوهشتادمین روز سال که در این روز «زمین» آفریده شد.ترجمه این گهنبار ، گردآوری همه دانه ها است .
- Aya-threm: (اَیاسرِم) - سی‌ام مهرماه، دویست‌وده‌مین روز سال که در آن «گیاه» آفریده شد. ترجمه ی این گهنبار ، هنگام خوشبختی و شادمانی است.
- Maidh-ya-rem: (میدیارِم) – بیستم دی‌ماه، دویست‌ونودمین روز سال که «جانوران» آفریده شدند. ترجمه ی این گهنبار ، نیمه ی سال است.
- Hamas-path-maedem: (هَـمَـسپَـتمَدُم): در آخرین روز سال کبیسهٔ، یعنی سه‌صدوشصت‌وپنجمین روز سال، که آن را وهیشتواشت‌گاه می‌نامند، گاهی‌که «مردمان» آفریده شدند. ترجمه ی این گهنبار ، گاهی از سال که گرما و سرما به میانه می رسد است .

از چهار آفرینگان در خرده‌اوستا، یکی به نام آفرینگان گاهنبار نامیده شده‌است. این آفرینگان که به همراه اوستاهای دیگر در جشن‌های شش‌گانه سال خوانده می‌شود، بخشی است از هادخت نسک و دربارهٔ شکوه و جایگاه و بزرگی این شش جشن سخن می‌گوید. در بندهای ۷ – ۱۲ آفرینگان گاهنبار، ماه و روز برگزاری جشن‌های گاهنبار و نیز روزهای دوری آن‌ها از یکدیگر روشن شده‌است.

## چگونگی برگزاری
جشن هر چهره گاهنبار پنج روز است که روز پنجم آن دیگر روزها والاتر است و جشن بزرگ به‌شمار می‌رود. نخست موبدان بخش‌هایی از اوستا به نام آفرین گاهنبار را می‌خوانند، آنگاه سفره عام می‌کشند و هر کس – از نادار و دارا – برسر سفره گاهنبار می‌نشینند و از آن بهره می‌جویند. در هر یک از شش گاهنبار، آیین‌های ویژه‌ای برپا می‌شود و مردم «می‌زد» یا میهمانی برگزار می‌کنند و خورند و دهند تا «کرفه» (:ثواب) بسیار برند وگرنه «پادافره» آن را کشند..
پیش از برآمدن آفتاب روز اول هر چهره از گاهان بار، موبدان به همراه دیگر مردم، آیین واژیشت آن گاهنبار را برگزار می‌کنند. چه توانگر و چه بی نوا همه در آن شرکت می‌کنند. آنهایی که خود نمی‌توانند خرج آن را بدهند، باید در آیینی که دیگران برپا می‌کنند یا از درآمد موقوفات است شرکت کنند و از خوان گاهنبار که در همه جا گسترده می‌شود بهره‌مند شوند.

### آفرینگان گاهنبار
متن آفرینگان گاهنبار:
به خشنودی اهورامزدا، بر زبان می‌آورم و می‌خوانم بهترین نیایش‌ها را. بر زبان می‌آورم از جان، با باوری نیک که مزداپرست زرتشتی و دشمن همه بدی‌ها و پیرو آیین اهورایی ام. نیایش و آفرین می‌خوانم همه گاه‌ها و هنگام‌های روز و ماه و جشن‌های سال (گاهنبار) را، که ردان وسروران اند و با خشنودی ستایش می‌کنم، و این نیایش را به هنگام بامدادان می‌سرایم. نیایش می‌کنم و آفرین می‌خوانم بر همه گاهنبارهای سال، هنگام هر جشنی که باشد، به نام بر زبان می‌آورم و آیین‌های ویژه می‌گذارم. نیایش و آفرین خوانی می‌کنم برای گاهنبار، میدیوزرم، میدیوشم، پیته شهیم، ایاسرم، میدیارم، همسپتمدم؛ که همه ردان و سروران اند.
داد و دهش‌هایتان را ای مزدیسنان در جشن‌های ششگانه سال پیش‌کش کنید. از برای گاهنبارها «می‌زد» (خوان‌های گسترده گاهنبار) را از برای این ردان و سروران بدهید. یک گوسفند سالم و تندرست و جوان. هرگاه توانایی نداشتید، نیاز کنید نوشابه مقدس هوم را و بنوشانید به داناترین و آگاه‌ترین و راستگوترین و آنانکه بهتر و شایسته‌تر فرمان دهد از میان مردمان، که یار و همراه بینوایان و مددکار غریبان و دور از شهرها و آموزنده دین و در اشویی و راستی برگزیده‌ترین باشد. هرگاه توانایی نیاز آن نیز نبود، بدهید برای آنچنان کسان، باری از هیزم خشک و خوب سوز را. هرگاه آن هم نشد، به خانه آن ردگاهنبار (روحانی زرتشتی که اجراکننده این مراسم است) ببرید یک پشته هیزم. بسرایید سرود بزرگی خداوند را و اهورامزدا را به نام بخوانید در یکتایی و بی‌همتایی پروردگار جهان، چنین: بی‌گمان شهریاری زیبنده و سزاوار آن کس است که بهتر شهریاری کند، و اوست اهورا مزدا که با بهترین راستی برابر است و بندگی و عبادت خود را به پیشگاه وی تقدیم می‌کنیم و باشد که این چنین «می‌زد» ی پذیرا شده و ردگاهنبار را خشنود و شادمان کند، و این است گاهنبار …(نام گاهنبار).

## گاهنبارها در نوشته‌های پارسیگ
در همه نوشته‌هایی که به پارسی میانه به‌جا مانده‌است، بارها از گاهنبارها یاد شده‌است و به جای آوردن آیین‌های دینی در این جشن‌ها دارای پاداش بزرگ یاد شده و نرفتن به گاهنبار و برگزار نکردن آن‌ها گناهی بزرگ دانسته شده‌است. درون‌مایه ویسپرد در بارهٔ آیینِ شش گهنبار و نمازهای وابسته به آن است. در آغاز فصل ۲۵ بندهش که از گاه‌شماری مزدیسنا یاد شده آمده‌است: «آفرینش جهان از من (اهورامزدا) در ۳۶۵ روز، که از شش گاهنبار سال باشد، انجام گرفت». در روایات داراب هرمزدیار بنای این جشن‌ها را به جمشید نسبت داده‌اند. در بندهش آمده‌است: «اگر کسی در سال یک بار به گاهان بار برود بر کارهای نیکی که کرده‌است افزوده خواهد شد.»

## باورهای پیوسته
گاهنبارها جشن بزرگداشت آفرینش اند. در اسطوره‌های زرتشتی جهان در هفت مرحله آفریده شده‌است. نخست آسمان، سپس آب، سوم زمین، چهارم گیاه، پنجم جانور، ششم انسان، هفتم آتش که همانا انرژی، نیرو و توان جنبش در هستی است. شش گاهنبار جشن پاس‌داشت این آفریدگان است. به همین سبب برخی دانشمندان نوروز را جشن آفرینش آتش و بزرگ‌داشت آن می‌دانند. این آفرینش‌ها در تفسیرهایی به پارسی میانه و پازند و فارسی آفرینگان گاهنبار نیز آمده‌است.
گاهنبار، آیین و جشنی است که از دیرباز در پهنهٔ ایران فرهنگی، به‌پا داشته می‌شده‌است، جشنی که نخستین پایه و مایهٔ آن گرد هم آمدن، هم‌افزایی، همازوردی و شادی است. این واژه به معنای بارعام یا زمان گِرد آمدن مردم در جایی، یا به معنای زمان نتیجه گرفتن است. گاهنبار را جشن‌های سالیانه می‌نامند، زیرا واژهٔ اوستایی آن یااریه‌یسنه است که به معنای سالیانه است. گاهنبارها جشن‌هایی فصلی اند و هر گاهنبار دست‌کم در یکی از فصل‌های سال برگزار می‌شود. فصل گاهنبار به نام چهره گاهنبار نیز خوانده می‌شود. در هر سال، شش چهرهٔ گاهنبار برگزار می‌شود که هر کدام یادآورِ گاهی از آفرینش است. ایرانیان از دیرباز، گاه‌های آفرینش را با برپایی جشنی به نام گاهنبار و با داد و دهش که از بنیادهای این جشن است، گرامی می‌داشته‌اند. واژهٔ گاهنبار دارای دو بخش گاه و انبار است. با برپایی گاهنبارها که هر چهره‌اش با فصلی از فصل‌های برداشت، در پیوند است، ایرانیان از آنچه برداشتشان بوده، دهش می‌کرده‌اند و به نوعی می‌توان آن را جشن سهیم شدن باهم نام گذارد؛ و اما واج‌یشت؛ آیین واج‌یشت، آیین پیشواز است، واج‌یشت، آیین پیشوازی گاهنبار است همان گاهنباری که چیزی نیست جز جشنِ شادی از دهش‌ها.